# Amolops tuanjieensis
Amolops tuanjieensis — вид жаб родини жаб'ячих (Ranidae). Описаний у 2020 році.

## Поширення
Ендемік Китаю. Відомий лише у типовому місцезнаходженні — в лісі неподалік селища Туаньцзи Менлянь-Дай-Лаху-Васького автономного повіту провінції Юньнань. Типові зразки зібрані на чагарниках на висоті до одного метра над землею.

## Опис
Самці завдовжки 39-40 мм, самиці — 56-60 мм. Шкіра гладка. Спина жовтяво-зеленого забарвлення з неправильними темно-коричневими плямами. На боках плями менш численні. Верхівка голови і спина буро-червоні з неправильними чорними та сірими плямами. Нижня частина тіла жовтого кольору.